# Georges Grey
Pour les articles homonymes, voir George Grey (homonymie) et Grey.
Georges Gacon, dit Georges Grey, né le 19 janvier 1911 à Lyon et mort le 2 avril 1954 à Passy (Haute-Savoie), est un acteur français.

## Biographie
Fils d'un soyeux lyonnais, il fait des études d'ingénieur puis entre à l'école de cavalerie de Saumur. Il monte ensuite à Paris pour commencer une carrière de comédien. Sa prestance et son sourire le font remarquer de Sacha Guitry qui lui confie des rôles de jeune premier. Il tourne ensuite avec Marcel Pagnol et Gilles Grangier.
Atteint de la tuberculose depuis la fin des années 1940, il meurt à l'âge de 43 ans dans un sanatorium de Passy en Haute-Savoie où il était soigné depuis plusieurs mois.

## Filmographie

### Cinéma
- 1937 : Cinderella de Pierre Caron
- 1937 : Les Perles de la couronne de Sacha Guitry et Christian-Jaque : Le jeune hongrois
- 1937 : Quadrille de Sacha Guitry : Carl Erickson
- 1938 : Remontons les Champs-Élysées de Sacha Guitry : Le prince de Joinville
- 1938 : Ils étaient neuf célibataires de Sacha Guitry : Michel Servais
- 1940 : Narcisse de Ayres d'Aguiar : Robert
- 1940 : Monsieur Hector de Maurice Cammage : Le vicomte de Saint-Amand
- 1940 : Chambre 13 de André Hugon : Jean
- 1940 : Le Collier de chanvre de Léon Mathot : Capt. Herbert Lacke
- 1940 : La Fille du puisatier de Marcel Pagnol : Jacques Mazel
- 1941 : Cartacalha, reine des gitans de Léon Mathot : Acrunao
- 1941 : Le Valet maître de Paul Mesnier : Jean-Louis Crampel
- 1941 : Le Destin fabuleux de Désirée Clary de Sacha Guitry : Junot
- 1942 : La Duchesse de Langeais de Jacques de Baroncelli : Henri de Marsay
- 1942 : Le Voile bleu de Jean Stelli : Gérard Volnar-Bussel
- 1942 : Huit Hommes dans un château de Richard Pottier : Alain Severac
- 1942 : Patricia de Paul Mesnier : Dominique
- 1943 : Adémaï bandit d'honneur de Gilles Grangier : Mandolino
- 1945 : Monsieur Grégoire s'évade de Jacques Daniel-Norman : Albert Rochot
- 1947 : Plume la poule, de Walter Kapps : Pierre
- 1947 : Tierce à cœur de Jacques de Casembroot : Jérôme de Latour-Martin
- 1947 : Le Comédien de Sacha Guitry : L'acteur jouant
- 1948 : Le Diable boiteux de Sacha Guitry : Caulaincourt
- 1948 : La Ferme des sept péchés de Jean Devaivre : Pierre Dubois

## Théâtre
- 1937 : Quadrille de Sacha Guitry, théâtre de la Madeleine
- 1948 : Le Diable boiteux de et mise en scène par Sacha Guitry, théâtre Édouard VII
- 1949 : Quadrille de Sacha Guitry, théâtre des Célestins